# Unidade Cívica Solidária
Unidade Cívica Solidária (UCS) é um partido político boliviano de direita. Foi fundado em 1989 por Máx Fernández e atualmente comandado por seu filho Jhonny Fernández.
A UCS fez parte da coalizão que apoiou o segundo governo de Hugo Banzer Suárez juntamente à Ação Democrática Nacionalista (ADN) e o Movimento Revolucionário de Esquerda (MRI).
Nas eleições gerais de 2020, o partido lançou os líderes cívicos Luis Camacho e Marco Pumari à presidência e vice-presidência, respectivamente. Ambos os líderes tiveram papel crucial nos protestos que ocorreram no país em 2019 e que culminaram na renúncia do então presidente Evo Morales. A candidatura também foi apoiada pela ADN e pelo Partido Democrata Cristão (PDC) por meio da coligação Acreditamos.